# Фрекульф
Фрекульф из Лизьё (лат. Freculphus Lexoviensis; † 8 октября 850 или 852 года), — франкский священник, дипломат и историк, выпускник «дворцовой школы» в Аахене во времена правления Карла Великого, епископ Лизьё примерно с 824 года и до своей смерти.
Известен прежде всего как автор универсальной хроники «История в двенадцати книгах» (Historiarum libri XII), остающейся важным источником по истории средневековой Галлии и народа франков. Универсальные хроники, подобные хронике Фрекульфа, излагают историю «от Сотворения мира» и до современного автору момента, при этом, с приближением к текущему моменту, изложение становится всё более подробным и узко локализованным. Объёмный труд Фрекульфа в жанре универсальной хроники специалисты называют также «логическим завершением средневековой традиции, идущей от Евсевия и Августина».

## Ранний период жизни
Происхождение Фрекульфа неизвестно; известно, что он был учеником канцлера Людовика Благочестивого, Элизахара, и выпускником, а затем и членом, привилегированной дворцовой Академии в Аахене, основанной по указу Карла Великого в интересах императорской семьи.
В 816—819 годах по инициативе нового императора, Людовика Благочестивого, с целью реформы монастырских уставов по бенедиктинскому образцу, в Аахене созывались церковные совещания; во время этих совещаний выпускник одной из лучших местных церковных школ того времени и личный протеже канцлера имел удобный случай выдвинуться.
Фрекульф стал епископом в 823 или 825 году (что тоже указывает на его высокое происхождение), и оставался им до своей смерти 8 октября 850 или 852 года. Став епископом, Фрекульф занимался различными церковными и политическими вопросами того времени: был посланником императора в Рим, участвовал в подготовке и проведении «Соборного совещания» (синода) в Париже в 825 году. Его называли «человеком деловым и со связями».

## Посольство к папе римскому и Парижский собор
Император Восточной Римской империи Михаил II, вступивший на трон в 820 году в результате переворота, был терпим к тем, кто поклонялся изображениям (см. Иконоборчество). Однако в силу внутриполитических причин, патриархом при нём был избран убеждённый иконоборец, и на международном уровне, в борьбе за влияние византийской и римской церкве́й, Михаилу пришлось возобновить иконоборческую риторику своего свергнутого предшественника. Франки же, в духе постановлений национального Франкфуртского собора 794 года, допускали использование изображений, но не их почитание, что делало их возможными союзниками восточного императора в его спорах с Римом по этому вопросу.
В письме, которое шло к адресату около двух лет, император Михаил попросил Людовика Благочестивого убедить папу Евгения II запретить поклонение иконам. Людовик согласился, и одним из двух посланников, которых он в 824 году отправил с этой миссией в Рим, был новопоставленный епископ из Лизьё Фрекульф.
Переубедить Евгения II посольству не удалось, однако удалось взять благословение на проведение поместного собора западных епархов по вопросу иконопочитания.
Собор прошёл в следующем, 825 году, в Париже. В пространном капитулярии из 71 главы, составленном по образцу постановлений соборов вселенских, франкские священники, «подданные императора», ещё раз подтвердили свою приверженность постановлениям Франкфуртского собора, объявив иконопочитание и иконоборчество одинаковыми «крайностями» и «заблуждениями»; при этом Фрекульф упоминается среди лиц, проводивших «изыскания» для собора.

## «Двенадцать книг по истории»
Важнейшим трудом Фрекульфа в дальнейшем стали его «Двенадцать книг по истории» в двух частях.
Первую часть, — историю до Рождества Христова в семи книгах, — Фрекульф посвятил жене своего государя, императрице Юдифи (намекая на Богородицу); вторую часть, — историю после Рождества Христова в пяти книгах, — Фрекульф в качестве подарка преподнёс уже сыну императрицы, Карлу — будущему императору Карлу Лысому.
В письме императрице Фрекульф писал, что её сын, Карл, подобен Карлу Великому: «его дедушка, кажется, не умер, а, скорее, временно скрылся в тумане сна, чтобы затем осветить мир заново своим бессмертным умом, изяществом и добродетелью, воссиявшими в его внуке вместе с его именем». Фрекульф, далее, надеялся, что преподнесённая книга «позволит князьям принять меры предосторожности против неудобств для себя и своих подданных».. Императрица поощряла сравнение своего сына с Карлом Великим, сравнение это пережило даже его правление. В посвящении Фрекульф также выразил надежду, что Карл будет «королем новой эпохи». Позднее он преподнёс Карлу Лысому и копию военного трактата «De re militari» Вегетия.
Хроника Фрекульфа, наряду с хроникой Адона Виеннского, до конца XII века оставалась единственным примером хроники, охватывающей всю мировую историю. Только в начале XIII века мировые хроники станут более многочисленными. Его хорошо сохранившаяся работа прекрасно иллюстрирует, насколько в эпоху каролингов соблюдалась традиция.
Первая часть книги рассказывает историю от сотворения мира до рождения Иисуса Христа. Вторая часть состоит из истории от воплощения Иисуса до 827 года нашей эры. Повествование сосредоточено главным образом на религиозных аспектах истории, таких как обращение вестготов в католичество, жизнь и деятельность выдающихся пап, «защитников веры», мучеников, перипетии вселенских соборов, борьбы с ересями и т. п..
При этом в своей хронике Фрекульф не использовал привычные хронологические модели для организации материала. Вместо этого он проследил историю роста и падения царств и их культов через призму храмового богопочитания. Историк радикально переосмыслил концепцию веков-возрастов Евсевия — Иеронима (после Адама следующим «веком» был Потоп, затем Авраама, далее Исход, Первый и Второй Храм, — вплоть до Рождества Христова). Римскую империю и её историю он описывал как путь и условие для роста истинной веры, и первым, по-видимому. из средневековых писателей осознал, что пришедшие на смену римлянам и готам франки и лангобарды начали новый «век» в мировой истории.
«Двенадцать книг по истории» Фрекульфа стали образцом для нескольких следующих поколений хронистов и остаются ценным источником по истории культуры эпохи Каролингов и «Каролингского возрождения».

## Рукописи
Рукописи его летописи включают в себя:
- «Auxerre — BM — ms. 0091». Origin (Pontigny Abbey Notre-Dame)
- «Avranches — BM — ms. 0160». Origin (Mont-Saint-Michel)

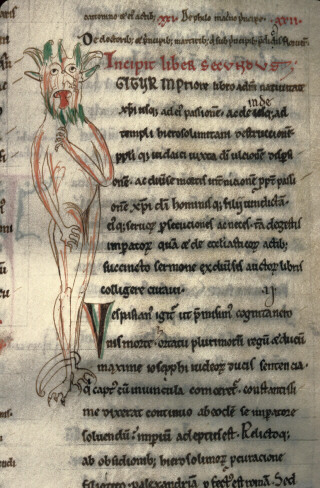
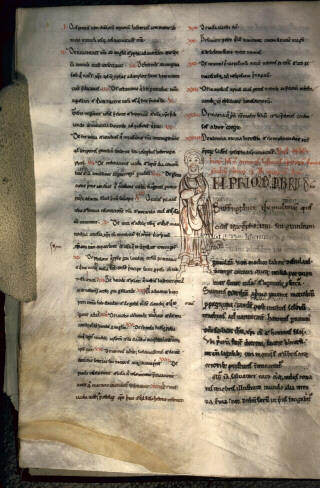
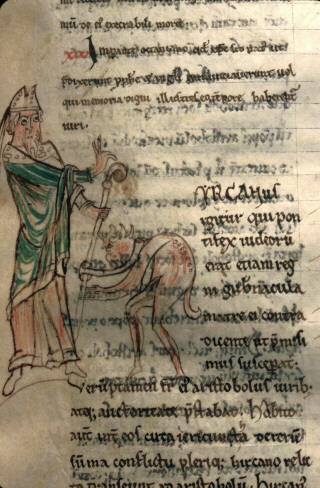
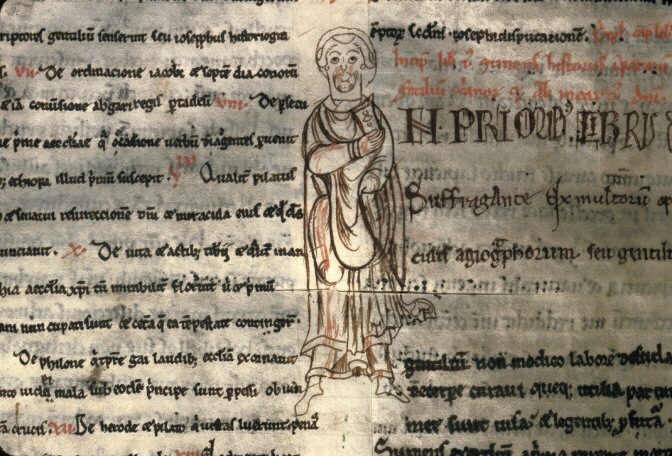